# Obelisco de São Paulo
O Obelisco Mausoléu aos Heróis de 32, também conhecido como Obelisco do Ibirapuera ou Obelisco de São Paulo, é um monumento funerário brasileiro que presta uma homenagem aos 713 soldados mortos durante a revolução constitucionalista contra o governo de Getúlio Vargas e por uma nova constituição.
Tombado pelos conselhos estadual e municipal de preservação de patrimônio histórico (CONDEPHAAT).
O Obelisco teve sua reabertura no dia 9 de dezembro de 2014, doze anos após estar com as portas fechadas por causa de uma reforma.

## Localização
Localiza na área do Parque do Ibirapuera - ainda que separado do restante do parque pela Avenida Pedro Álvares Cabral - no distrito de Moema, Centro-Sul da cidade de São Paulo.

## O monumento
Símbolo da Revolução Constitucionalista de 1932, o obelisco é o maior monumento da cidade possuindo um total de 72 metros de altura.

O monumento começou a ser construído em 1947 e teve sua conclusão no ano de 1970, porém sua inauguração ocorreu no dia 9 de julho de 1955, um ano após a abertura do Parque do Ibirapuera e do lançamento do Monumento às Bandeiras. O Obelisco é um projeto do escultor ítalo-brasileiro Galileo Ugo Emendabili (8 de maio de 1898 - 14 de janeiro de 1974), que chegou ao Brasil em 1923, fugindo do regime fascista vigente na Itália. Foi feito em puro mármore travertino e sua execução foi confiada ao engenheiro alemão radicado no Brasil, Ulrich Edler.

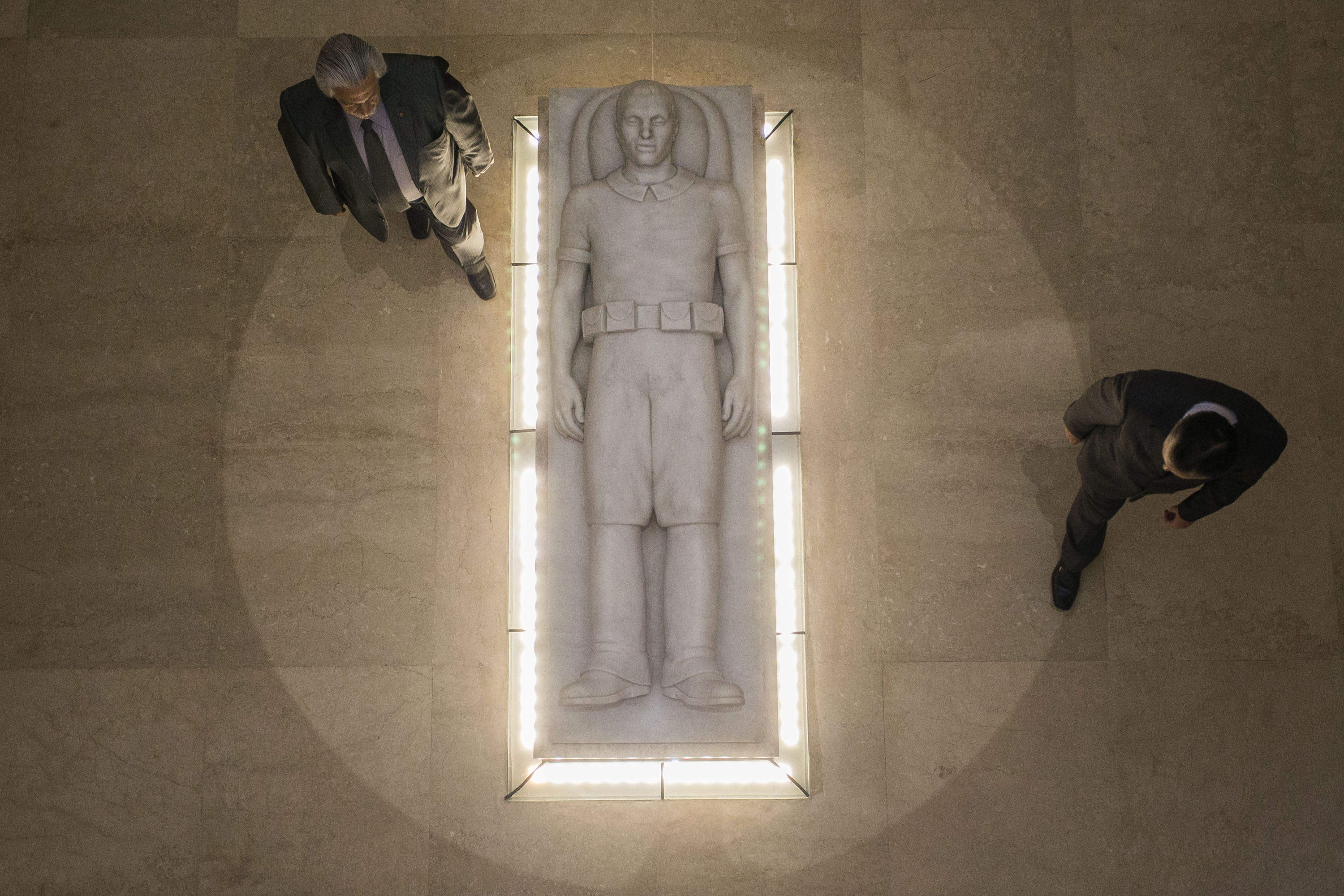
Mausoléu ao Soldado Constitucionalista de 1932 no interior do monumento.

Na entrada do monumento, uma série de arcos recebem os visitantes diante de uma luz baixa que produz um tom um tanto sombrio. Poemas e frases do escritor Guilherme de Almeida estão distribuídas por entre o local.
O mausoléu do Obelisco abriga os corpos dos estudantes Martins, Miragaia, Dráusio e Camargo (o M.M.D.C.) - mortos durante a Revolução do ano de 1932 - e de outros 713 ex-combatentes.
O interior do Obelisco tem forma de cruz, onde são encontrados painéis feitos com pastilhas de mosaico veneziano que representam o nascimento, o sacrifício e a ressurreição de Jesus. Além disso, podemos encontrar em sua parte interna um total de 800 urnas funerárias e três capelas. O jardim que abriga o monumento aponta para a Avenida 23 de Maio, exatamente a data em que os quatro estudantes revolucionários foram mortos. Os restos mortais de Guilherme de Almeida e Ibrahim de Almeida Nobre, ex-combatentes e, respectivamente, considerados como o poeta de 32 e o tribuno de 32, se encontram sepultados dentro do mausoléu, bem como os de Paulo Virgínio, considerado um mártir do movimento.

## Inscrições

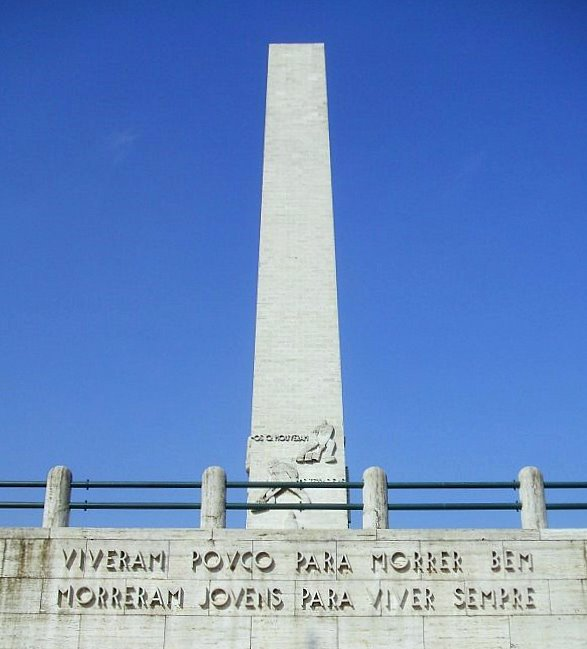
Detalhe da inscrição feita na base do Obelisco.

O obelisco tem inscrições acompanhadas de ícones em suas quatro faces. Iniciando pela face norte, seguindo pela face oeste, sul, e finalmente leste. O poema escrito é texto de autoria de Guilherme de Almeida, feito em homenagem aos revolucionários de 1932. Abaixo segue o texto:
"Aos épicos de julho de 32, que,
fiéis cumpridores da sagrada promessa
feita a seus maiores - os que
moveram as terras e as gentes por
sua força e fé - na lei puseram sua
força e em São Paulo sua Fé."

Já na parte da base do monumento, junto à entrada da capela e da cripta, voltadas ao Parque do Ibirapuera, há outra inscrição, de autoria do jornalista pinhalense Dr. Antônio Benedicto Machado Florence, embora também comumente atribuída a Guilherme de Almeida:
"Viveram pouco para morrer bem
morreram jovens para viver sempre."

## Revolução Constitucionalista de 1932

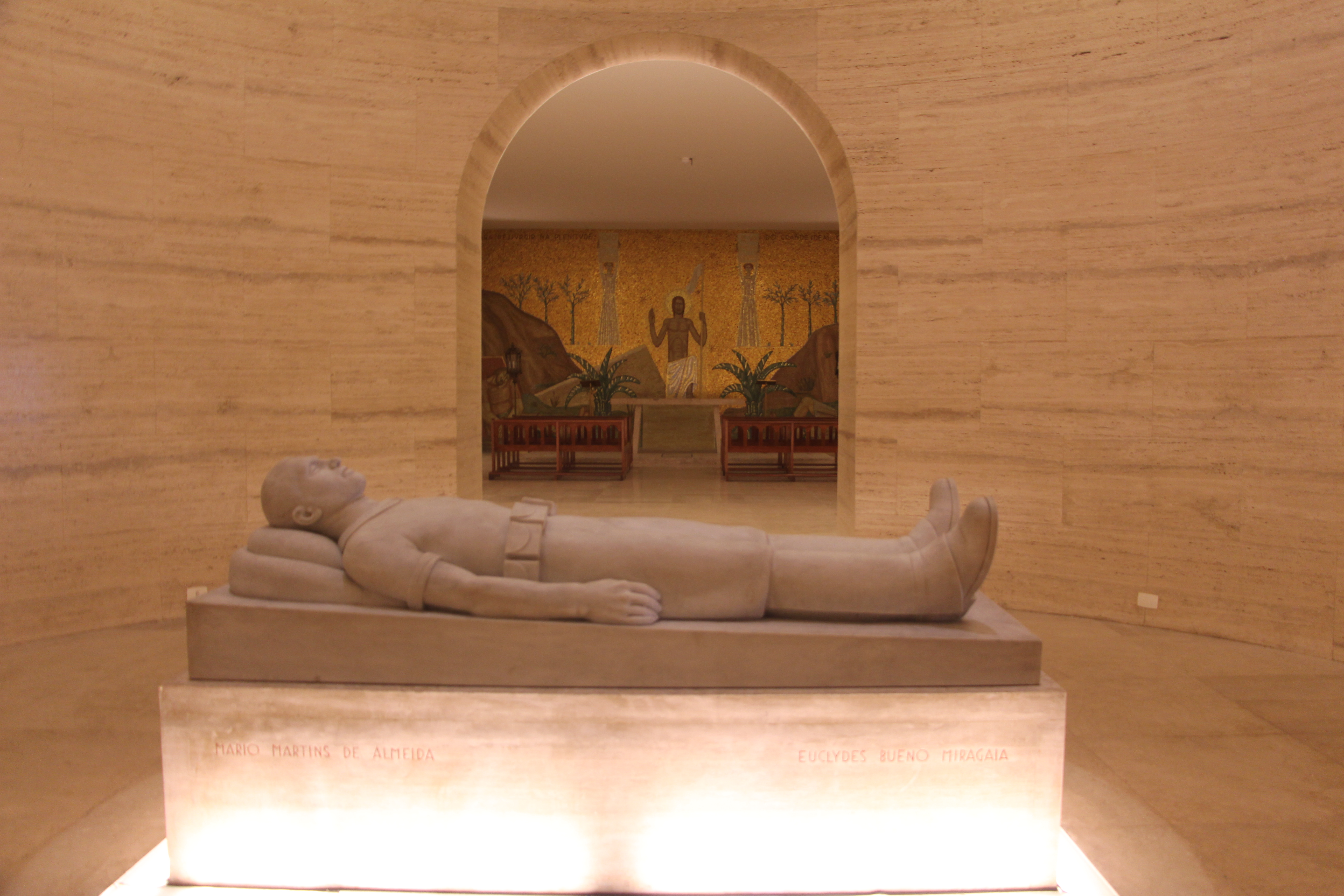
Interior do monumento.

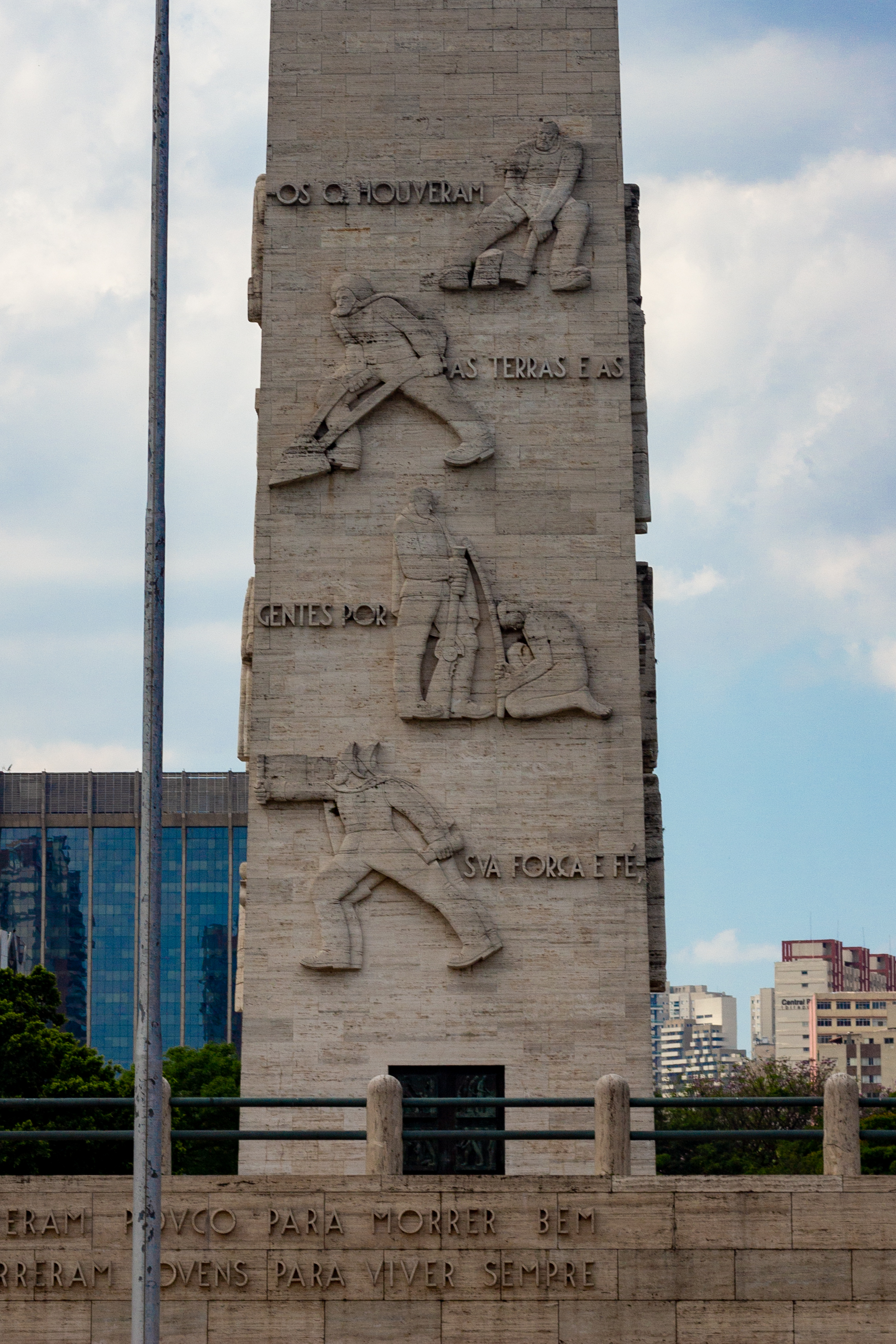
Detalhe dos ícones.

Em 1932, o Brasil era presidido por Getúlio Vargas que, desde o golpe de estado ocorrido com a Revolução de 1930, governava o país de forma discricionária, sem uma Constituição Federal que delimitasse os poderes do Presidente ou estabelecesse as articulações entre os três poderes da República. Somado a isso, tampouco havia Congresso Nacional, Assembleias legislativas ou Câmaras municipais. Além disso, os estados federados perderam grande parte da autonomia que gozavam na vigência da Constituição de 1891, pois Vargas nomeava interventores leais ao seu regime nos estados federados, alheios a realidade local e em sua maioria militares ligados ao Clube 3 de Outubro, que por vezes entravam em atritos com os grupos políticos dos respectivos estados. A situação de São Paulo no contexto nacional era uma das mais críticas, dado a contínua e crescente insatisfação da classe política e da própria população em geral com a forma com que Vargas lidava politicamente com o estado.
Contrários a esse regime, a população paulista começou a protestar, o que resultou em uma série de manifestações iniciada por aquela ocorrida na Praça da Sé em 25 de janeiro de 1932, data do aniversário da cidade de São Paulo, em que se aglomeraram cerca de 100 mil pessoas. Ao longo dos meses seguintes a insatisfação popular acentuou-se. Na noite do dia 23 de maio, durante outra manifestação, um grupo tentou empastelar a sede do Partido Popular Paulista (ex-Liga Revolucionária), um grupo político-militar encabeçado por Miguel Costa, fundado após a Revolução de 1930 e sustentáculo de apoio no estado ao regime Vargas, cuja sede era na Rua Barão de Itapetininga esquina com a Praça da República, na cidade de São Paulo. Os membros da organização situados naquele prédio, antecipando-se a invasão, resistiram por meio de armas tão logo os manifestantes se postaram no local. Após a fuzilaria, houve vários feridos e mortos, entre os quais, os nomes das pessoas que deram origem a sigla M.M.D.C.: Martins, Miragaia, Dráusio e Camargo. O massacre ocorrido em 23 de maio de 1932 foi uma das razões que precipitou o levante deflagrado em 9 de julho daquele ano contra o regime de Getúlio Vargas, cujo objetivo era depô-lo e convocar novas eleições para a Assembleia Constituinte. Os quatro jovens mortos se tornaram mártires da causa Constitucionalista e a sigla derivada de seus nomes representou a organização civil e militar que articulou e coordenou os esforços de guerra antes e durante o levante.

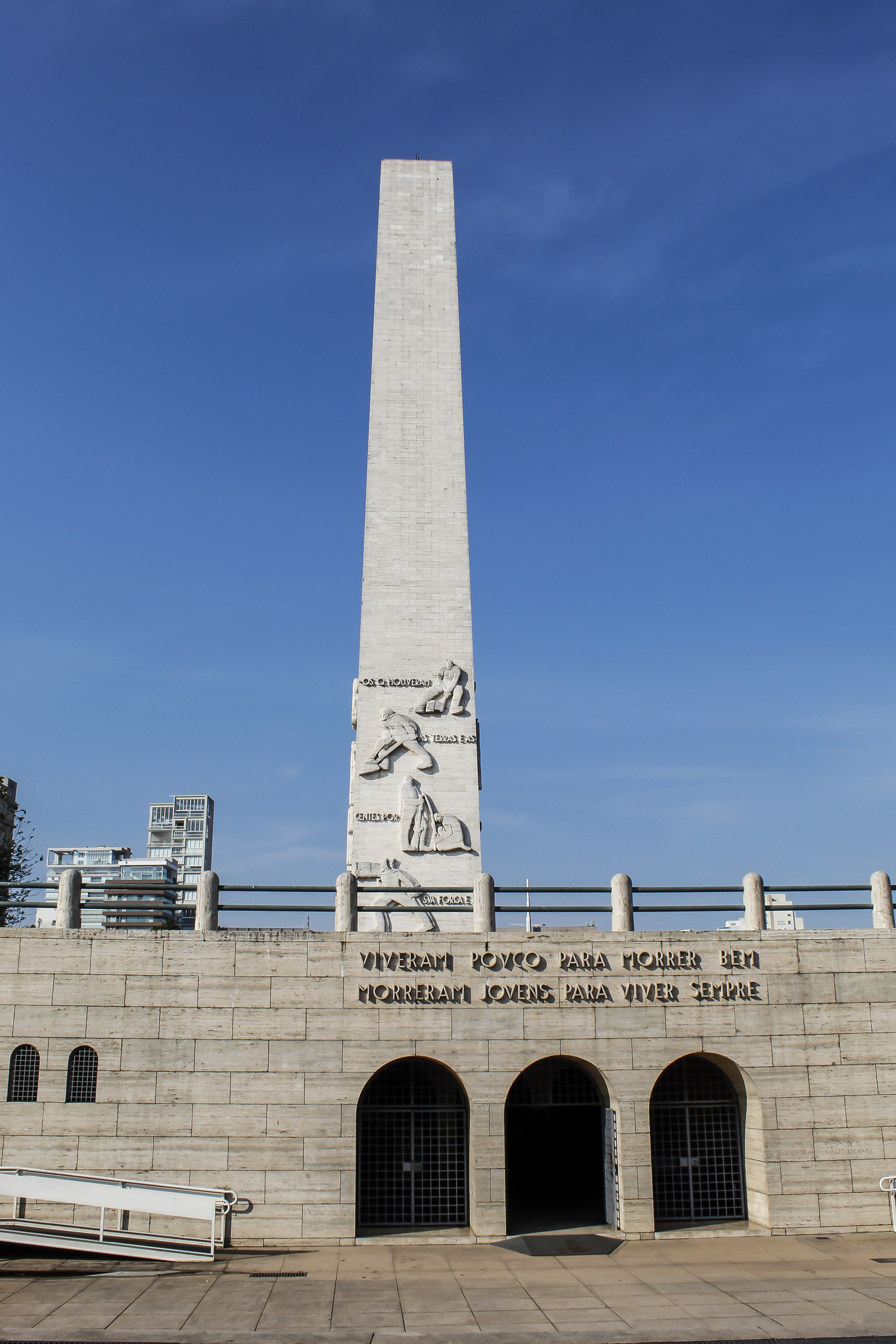
Somado a Cripta a obra tem 81 metros de altura.

Em 1955, com o Decreto n.º 24.712 do Governo do Estado de São  Paulo, os restos mortais dos quatro jovens da foram trasladados para o Monumento Mausoléu ao Soldado Constitucionalista de 1932, incluindo também o de Paulo Virgílio, outro mártir da causa. Em 2011, com a lei federal nº 12.430, os nomes dos quatro jovens foram inscritos no Livro dos Heróis da Pátria, cuja localização é no Panteão da Pátria e da Liberdade Tancredo Neves, em Brasília.

## Simbologia
A soma dos algarismos da altura da obra (72 metros, i.e. 7 + 2) totalizam nove, e também são nove os degraus na entrada. A simbologia é complementada pelo desenho do gramado ao redor do Obelisco, que possui uma área de 1 932 metros quadrados e forma um coração onde está enfincada a espada (o obelisco) que sagrou a vitória política, apesar da derrota militar dos paulistas. Afinal, ao ver seu governo em risco, o presidente Getúlio Vargas deu na época início ao processo de reconstitucionalização do país, levando à promulgação em 1934 de uma nova constituição nacional.
Outros dados e simbologias são o fato do monumento possuir 72 metros de altura; a sua base maior do trapézio, no chão, para quem olha o monumento de frente, tem 9 metros; já a base menor, em cima, tem sete metros; a largura da cripta, embaixo, é de 32 metros. Dessa forma, quem olha de frente o perfil da planta observa os números 32 - 9 - 7, que remetem ao ano, o dia e ao mês da Revolução Constitucionalista de 1932.  Por fim, nota-se que os 33 arcos do mausoléu representam os 33 graus da maçonaria.

## Reforma e reabertura
O Obelisco Mausoléu ficou fechado à visitação durante 12 anos, recebendo público apenas em eventos especiais, como por exemplo o de comemoração ao dia 9 de Julho. Ele foi reaberto dia 9 de dezembro de 2014 após passar por uma reforma que solucionou problemas hidráulicos e de acústica no mausoléu. Segundo o Governo do Estado de São Paulo, as obras tiverem um custo em torno de 11 milhões de reais.